# Palazzo Betti
Palazzo Betti è un palazzo storico dell'Aquila.

## Storia
L'edificio venne edificato successivamente all'Unità d'Italia, nella seconda metà del XIX secolo, per volontà dell'avvocato Gustavo Betti  — di origine toscana — e probabilmente in seguito al matrimonio tra il figlio Roberto e la marchesina Spaventa. 
L'edificio venne ammodernato già negli anni Trenta del XX secolo quando vennero creati gli ingressi  laterali. Il 12 ottobre 1924, il  balcone sulla piazza del Duomo fece da palco ad un  comizio di Benito Mussolini.

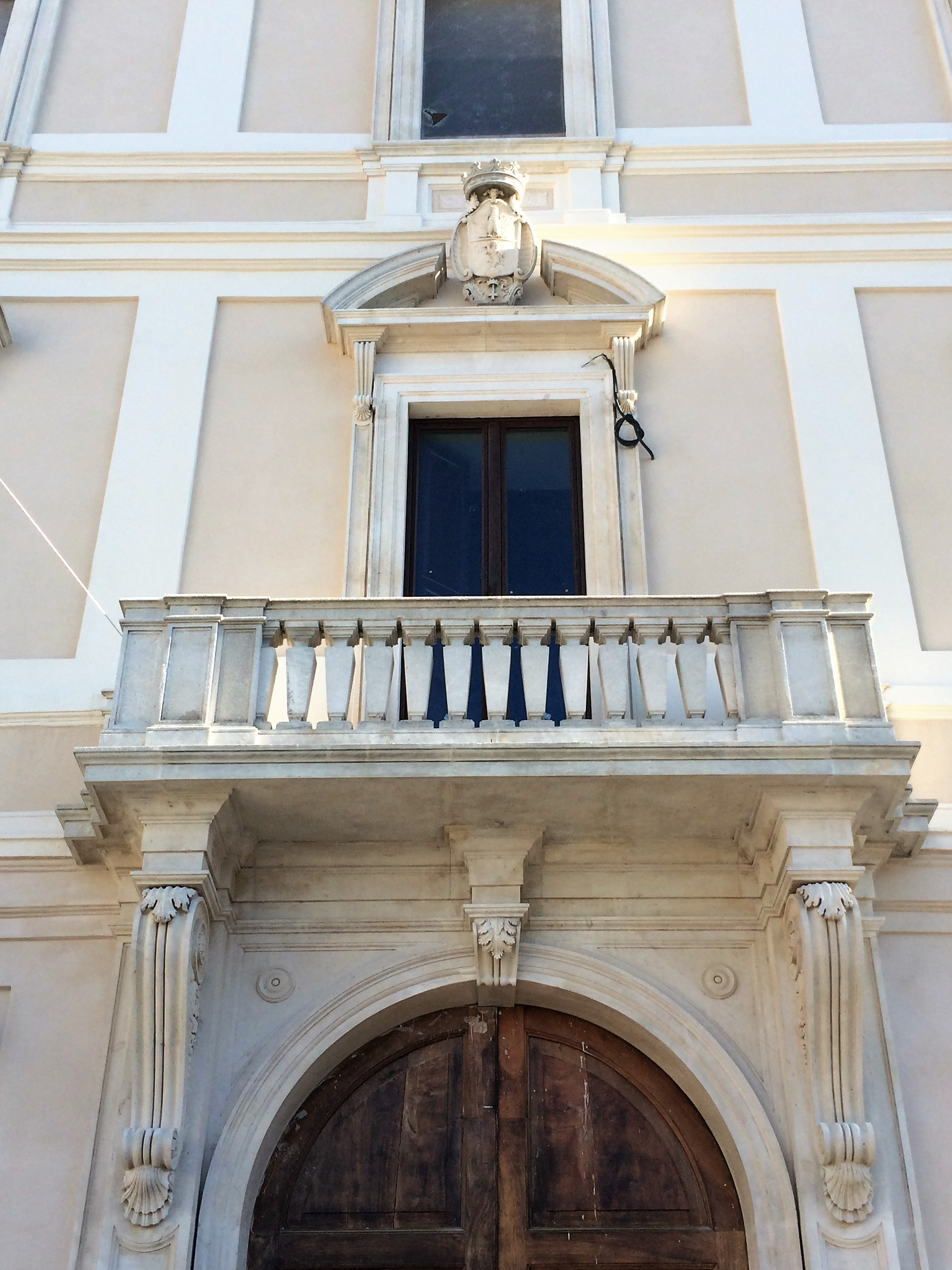
Particolare del balconcino e dello stemma.

Nel dopoguerra il palazzo divenne sede bancaria ospitando per decenni la sede aquilana del Banco di Roma.
Danneggiato dal sisma del 2009, l'edificio è stato sottoposto ad un intervento di restauro che terminerà nel 2016. I lavori hanno avuto un costo di circa 7 milioni di euro.

## Descrizione
Il palazzo è in piazza del Duomo ed occupa l'intero isolato tra  le vie Rosso Guelfaglione, Crispomonti e Cimino. Presenta una forma quadrangolare con corte al centro.
La facciata principale è quella affacciata sulla piazza e presenta uno schema molto classico con tre ordini di cinque bucature con le centrali di dimensione maggiore. Il finestrone centrale al piano nobile è dotato di balconcino in pietra e sormontato dallo stemma familiare, troncato, con un'aquila nella parte superiore ed un leone in quella inferiore.
Particolarità del palazzo è la pavimentazione alla veneziana, una sorta di mosaico realizzato tramite l'accostamento di minuscole tessere in marmo, senza l'utilizzo di altri materiali o fughe. Le volte a padiglione del piano nobile si presentano affrescate mentre la copertura è interamente in legno.
Sul selciato esterno al palazzo, in corrispondenza dell'entrata, è stata collocata una pietra d'inciampo in ricordo di Giulio Della Pergola, ebreo aquilano arrestato e deportato ad Auschwitz.